# Gonora paphia
Gonora paphia är en fjärilsart som beskrevs av Druce 1893. Gonora paphia ingår i släktet Gonora och familjen mätare. Inga underarter finns listade i Catalogue of Life.